# Tenualosa reevesii
Tenualosa reevesii é uma espécie de peixe da família Clupeidae no ordem dos Clupeiformes.

## Morfologia
• Os machos podem atingir 61,6 cm de comprimento total e 5 kg de peso.

## Alimentação
Come uma ampla faixa de zoo plancton (por exemplo, crustáceos) e zygentoma.

## Distribuição geográfica
É um peixe de água doce, salobre e marinha; pelágico-nerítico; peixe migratório e de clima tropical (31°N-5°N, 95°E-123°E) que vive entre 0-50 m de profundidade.